# Reinhard Schlagintweit
Reinhard Christian Schlagintweit (* 12. März 1928 in München; † 13. Oktober 2018) war ein deutscher Diplomat.

## Leben
Reinhard Schlagintweit wurde als Sohn von Marianne Schlagintweit, geborene Hess, und des Arztes Erwin Schlagintweit am 12. März 1928 in München geboren und ging dort auch zur Schule. 1943 wurde er als Flakhelfer eingezogen; wenige Monate vor dem 8. Mai 1945 wurden er und seine Klassenkameraden entlassen. Von 1945 bis 1948 studierte er in München Jura. Nach dem ersten Staatsexamen arbeitete er als Freund der Familie acht Monate auf einer Farm im Süden Englands. Anschließend war er bei einer Münchner Bank beschäftigt.
Im August 1952 trat er in den Auswärtigen Dienst ein. Im Januar 1955 wurde er an die Botschaft in Ankara versetzt. Von 1958 bis 1961 war er Legationsrat an der Deutschen Botschaft in Kabul;  von 1963 bis 1967 Stellvertreter des Botschafters in Bangkok. Von 1970 bis 1971 leitete er das deutsche Informationsbüro in New York City. Dann übernahm er Referate in der Kulturabteilung des Auswärtigen Amtes in Bonn. Von 1976 bis 1979 vertrat er die Bundesrepublik als Botschafter in Saudi-Arabien. Von 1987 bis 1993 leitete er als Ministerialdirektor die Politische Abteilung für Asien, Afrika, Lateinamerika und den Mittleren Osten in der Zentrale des Auswärtigen Amtes. Nach seiner Pensionierung führte er als Geschäftsführender Stellvertretender Präsident die Geschäfte der Deutschen Gesellschaft für Auswärtige Politik. Zwischen 1992 und 2005 war er Vorsitzender des Deutschen Komitees für UNICEF. Er war mit Silvia Schlagintweit, geborene Neven DuMont, verheiratet war evangelisch und hatte zwei Kinder (Nicola und Kaya).